# Mauro Sarti
Pour les articles homonymes, voir Sarti.
Mauro Sarti ou Cristoforo Sarti, né le 4 décembre 1709  à Medicina et mort le 23 août 1766 à Rome, est un religieux catholique, abbé camaldule et un historien et un érudit italien du XVIIIe siècle, surtout connu pour avoir été l’auteur d’un important ouvrage sur l'université de Bologne.

## Biographie

### Formation
Mauro Sarti nait à Villa Fontana dans le diocèse de Bologne, de Domenico Sarti et Tommasa Gambarini. Il rejoint la Congrégation des Camaldules à Ravenne en 1728 ; il est ensuite envoyé au monastère camaldule de l'église San Gregorio al Celio de Rome où il se consacre à l'étude du droit civil grec et se perfectionne entre autres en épigraphie, diplomatie et numismatique. Il acquiert toutes les connaissances nécessaires à son état et s’intéresse principalement à l’histoire.

### Enseignement et recherche
Après avoir terminé ses études, il est professeur de philosophie, d'abord au monastère San Biagio in Fabriano, puis au monastère de Fonte Avellana. Pendant son séjour à Avellana, il entreprend une étude pointilleuse sur l'histoire du diocèse de Gubbio et la chronologie des évêques de Gubbio qui est publiée en 1755. En 1748, il publie également une vie de saint Jean de Lodi, ermite élu évêque de Gubbio en 1104. Entre-temps, en 1745, il est devenu professeur de philosophie au monastère de la basilique Saint-Apollinaire in Classe à Ravenne et l'année suivante, il est au monastère de Cupramontana. Sur la base d'une inscription élevée par les habitants de Cupramontana à Antonin le Pieux, il y identifie l'ancienne Cupra Montana, que certains croyaient être Lorette (Italie) et d'autres Ripatransone. L'hypothèse, exprimée dans l'ouvrage De antiqua Picentum civitate Cupra Montana (1748), est contestée par le jeune Stefano Borgia auquel Sarti répond en 1752 par une Lettera del padre d. Mauro Sarti monaco camaldolese al signore Stefano Borgia (Lettre de son père d. Mauro Sarti moine camaldule du seigneur Stefano Borgia).
En 1753, Mauro Sarti est élu chancelier des Camaldules et envoyé au siège de Faenza. Il continue ses recherches scientifiques et la même année, publie De Veteri Capsula Dipiycha, ouvrage dans lequel, entre autres, il établit la chronologie des évêques de Vérone. En 1755, il est finalement élu abbé de l'église San Gregorio al Celio et déménage à Rome.

### De claris Archigymnasii Bononiensis professoribus a saeculo XI usque ad saeculum XIV
La renommée d'érudit acquise par Mauro Sarti pousse le pape Benoît XIV, originaire de Bologne, à le charger d'entreprendre l'étude ambitieuse des documents anciens concernant l'université de Bologne. Il lui accorde une pension jusqu’à la réalisation de l’ouvrage. Le désir de répondre honorablement aux ordres du pape éloigne Mauro sarti de toute autre occupation et le ramène dans sa patrie : il se rend à Bologne pour recueillir les documents nécessaires afin de rédiger son principal ouvrage, De claris Archigymnasii Bononiensis professoribus a saeculo XI usque ad saeculum XIV. De retour à Rome, il dresse le plan de l'ouvrage et ne s'épargne ni peines ni recherches. Après la mort de Benoît XIV en 1758, l'activité de Sarti est soutenue par le nouveau pape Clément XIII. En 1765, il est élu procureur général de l’ordre, sans pour autant ralentir son travail. Le premier volume de l'ouvrage est publié à titre posthume par l'éditeur Petronio Dalla Volpe, en raison de la mort subite de l'auteur d'un accident vasculaire cérébral le 23 août 1766 en 1769. L'ouvrage est terminé par le père camaldule Mauro Fattorini qui édite le deuxième volume en 1772.

## Principales œuvres
- Orazione delle lodi del cardinal Raniero Simonetti, Pesaro, 1747, in -4° ;
- Vita di S. Giovani da Lodi, vescovo di Gubbio, traduit et publié d’après un ancien manuscrit, Iesi, 1748 ;
- De antiqua Pisentum civitate Cupra Montana, deque Massatio oppido agri Aesini, ibid., 1748, in-8°. Cet ouvrage, qu'Angelo Calogerà avait déjà publié en 1747, dans le 39e volume de son recueil, a pour objet de déterminer la véritable position de l’ancienne ville de Cupra Montana, dont parle une inscription rapportée par Ludovico Antonio Muratori. D’après les recherches de Mauro Sarti, ce ne serait ni Lorette ni Ripatransone, comme on l’avait cru, mais Massaccio de Iesi ;
- De veteri casula diptycha, Faenza, 1753. Cet ouvrage tend à expliquer la signification d'une chasuble possédée par le monastère de Classe à Ravenne, sur laquelle s’étaient déjà penché Charles du Fresne du Cange, Salig, Giusto Fontanini et d’autres. Mauro Sarti se servit de cet ancien ornement pour rectifier la série des évêques de Vérone, dont les portraits étaient peints en médaillons dessus ;
- De episcopis Eugubinis, Præcedit de civitate et de ecclesia eugubina dissertatio, Pesaro, 1755, in-4°, fig. Sarti entreprit cet ouvrage pour remplir les lacunes laissées par Ferdinando Ughelli dans la série des évêques de Gubbio ;
- De claris archigymnasii Bononiensis professoribus a sæculo 11 ad sæculum 14 , Bologne, 1769 1771, 2 vol. in-fol., fig. Girolamo Tiraboschi mentionne l'ouvrage avec estime dans son quatrième livre.

## Crédit d'auteurs
- (it) Cet article est partiellement ou en totalité issu de l’article de Wikipédia en italien intitulé « Mauro Sarti » (voir la liste des auteurs).